# Lynton (plaats)
Lynton is een plaats (village) in het Britse graafschap Devon. Lynton ligt in het Nationaal park Exmoor. De plaatsen Lynton en Lynmouth vormen samen een kiesdistrict. Bij de volkstelling van 2011 telde hun gezamenlijke bevolking 1.647 zielen.

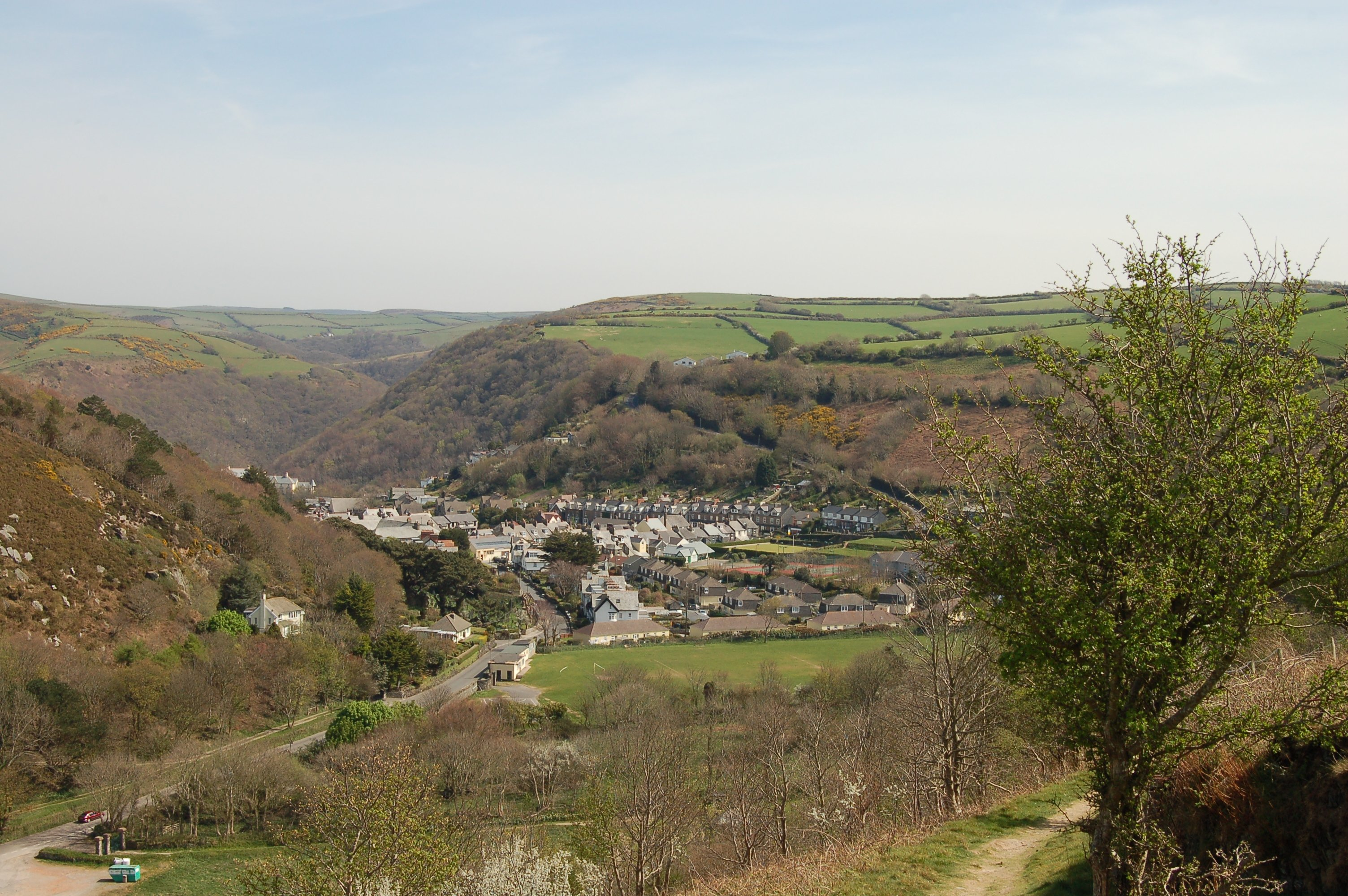
Gezicht op Lynton